# هورنی ژیووتیتسه
هورنی ژیووتیتسه (به چکی: Horní Životice) یک منطقهٔ مسکونی در جمهوری چک است که در شهرستان برونتال واقع شده‌است. هورنی ژیووتیتسه ۱۱٫۴ کیلومتر مربع مساحت و ۳۴۷ نفر جمعیت دارد و ۴۷۰ متر بالاتر از سطح دریا واقع شده‌است.